# Guy Husson
Pour les articles homonymes, voir Husson (homonymie).
Ne doit pas être confondu avec Guy Husson (rugby à XIII).
Guy Husson, né le 2 mars 1931 à Vitry-sur-Seine (Seine) et mort le 18 juin 2025 à Aix-les-Bains,,, est un athlète français, spécialiste du lancer du marteau, de 1,85 m pour 105 kg.

## Biographie
Guy Husson participa aux Jeux olympiques de 1956, 1960 et 1964. Il fut licencié au Energie Troyes de 1950 à 1964, à l'Athlétique Sport Aixois de 1965 à 1983, et à l'EA Chambéry de 1998 à 2005 à l'âge de 74 ans. 
Avec Pierre Alard (disque), Michel Macquet (javelot) et Pierre Colnard (poids), Guy Husson forma le Quatuor des mousquetaires du lancer français dans les années 1960.

## Palmarès
- 65 sélections en équipe de France A, de 1953 à 1970
- Recordman de France au marteau à 22 reprises, entre 1954 et 1967, dont 69,40 m en 1967
- Durant 15 ans consécutifs, meilleur lanceur du marteau en France (record)
- Recordman de France du disque vétérans (-50 ans) depuis 1982, (-55 ans) depuis 1987, (-65 ans) depuis 1996 et (-70 ans) depuis 2001
- Recordman de France du marteau vétérans (-50 ans et -55 ans) depuis 1986, (-60 ans) depuis 1992, (-65 ans) depuis 1996 et (-70 ans) depuis 2001 !
- Jeux de la Communauté francophone (Tananarive) de 1960 : 1er au marteau et au disque (2e au poids)
- Jeux de l'Amitié (Dakar) : 1er au disque en 1963
- Match des 6 Nations : 1er en 1957 et 1959 au marteau (3e en 1961 et 1963)
- Champion de France au marteau à 15 reprises consécutives, de 1954 et 1968
- Champion de France vétéran au marteau en 2004
- Médaille d'argent au marteau aux Jeux méditerranéens en 1955 et 1963
- 3e du championnat de France vétéran au disque encore en 2004